# Yushania xizangensis
Yushania xizangensis är en gräsart som beskrevs av Tong Pei Yi. Yushania xizangensis ingår i släktet yushanior, och familjen gräs. Inga underarter finns listade i Catalogue of Life.